# Mambusao
Mambusao (Bayan ng Mambusao) är en kommun i Filippinerna. Kommunen ligger på ön Panay, och tillhör provinsen Capiz. Folkmängden uppgår till 36 793 invånare.

## Barangayer
Mambusao är indelat i 26 barangayer.
| - Atiplo - Balat-an - Balit - Batiano - Bating - Bato Bato - Baye - Bergante - Bunga - Bula - Bungsi - Burias - Caidquid | - Cala-agus - Libo-o - Manibad - Maralag - Najus-an - Pangpang Norte - Pangpang Sur - Pinay - Poblacion Proper - Poblacion Tabuc - Sinondojan - Tugas - Tumalalud |